# Herman Wald
Herman Wald (geboren 7. Juli 1906 in Kolozsvár, Österreich-Ungarn; gestorben 4. Juli 1970 in Salisbury) war ein ungarisch-südafrikanischer Bildhauer. 

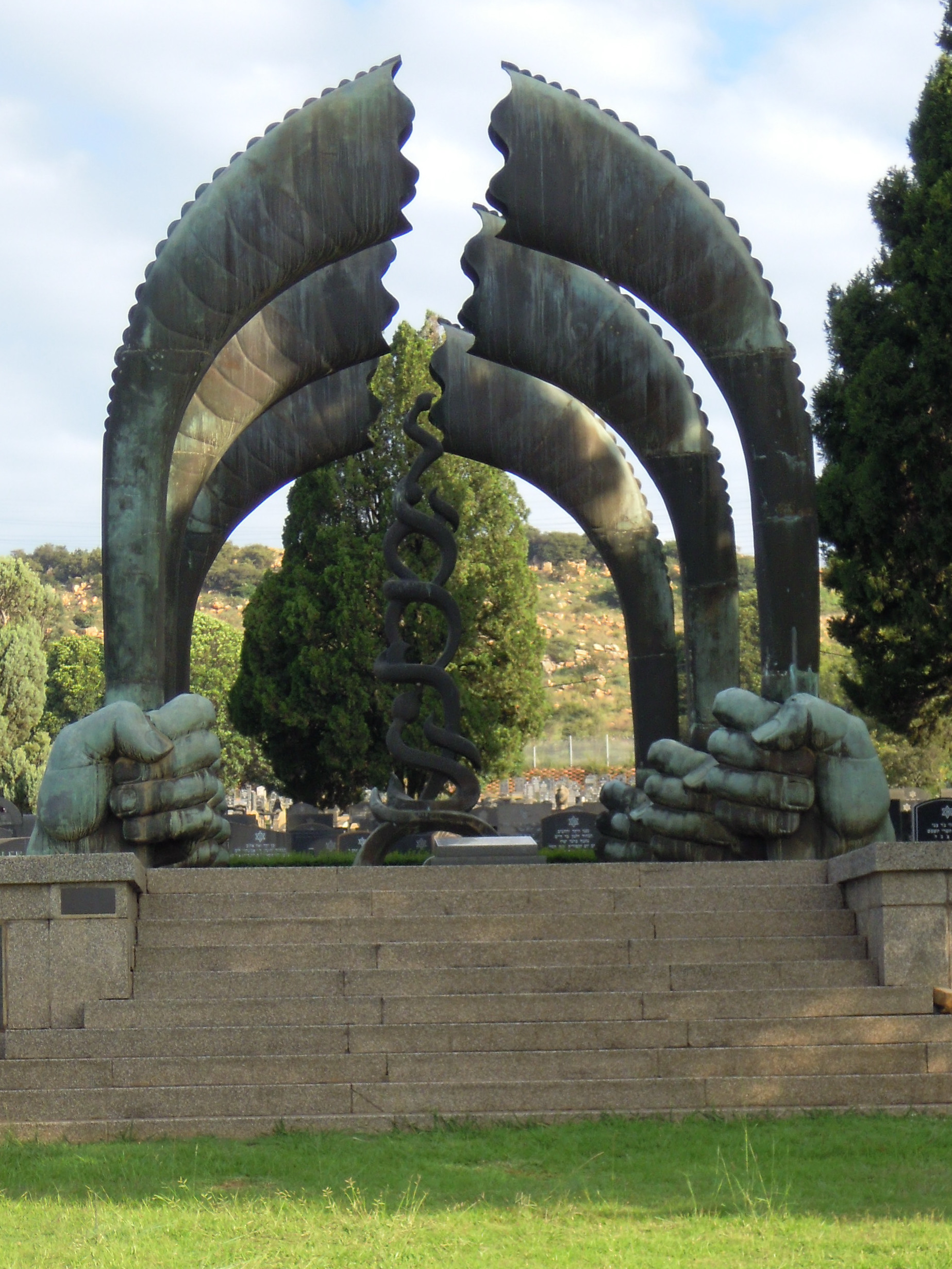
Memorial to the Six Million (1959)

## Leben
Herman Wald war ein Sohn des Rabbiners Jakob Meir Wald und der Pearl Glasner. Er nahm 1926 das Studium der Bildhauerei an der Ungarischen Akademie der Bildenden Künste bei Zsigmond Kisfaludi Strobl auf. 1927 studierte er in Wien bei Anton Hanak und 1928 bei Eugen Gustav Steinhof. 1930 arbeitete er mit Tótila Albert in Berlin.
Auf Grund der deutschen Judenverfolgung ging Wald 1933 nach Paris, dann nach London. 1937 emigrierte er nach Südafrika, wo er in Johannesburg ein Atelier gründete. 1940 wurde er Soldat in der Südafrikanischen Armee. Er war seit 1942 mit Vera Rosenbaum verheiratet, sie hatten vier Kinder.
Wald setzte sich in seinem späteren Werk mit dem Holocaust auseinander und schuf 1959 das Mahnmal auf dem West Park Cemetery in Johannesburg. Für den Ernest Oppenheimer Park in Johannesburgs Innenstadt erhielt er den Auftrag zu dem von Harry Frederick Oppenheimer gestifteten Brunnen mit der Impala Stampede, der später zum Sitz der Anglo American in die Main Street verlegt wurde.